# Captain Hook
Captain Hook — песня американской рэперши Megan Thee Stallion. Она была выпущена 10 марта 2020 как второй сингл с её третьего мини-альбома, Suga, на лейблах 1501 Certified, 300 Entertainment и Warner Music. Позднее, Меган запустила танцевальный челлендж с этой песней в приложении TikTok, который быстро стал виральным.

## Музыкальное видео
Музыкальное видео было выпущено 11 марта 2020, спустя день после релиза самой песни. В нём также снимался рэпер Yella Beezy. Оно было срежиссировано самой Megan Thee Stallion.

## Музыка
Сингл состоит из си-бемоль минор и имеет темп 164 удара в минуту.

## Чарты
| Чарт (2020)                            | Высшая позиция |
| -------------------------------------- | -------------- |
| США (Billboard Hot 100)                | 74             |
| США (Billboard Hot R&B/Hip-Hop Songs)  | 41             |
| США (Billboard Rap Digital Song Sales) | 11             |
| Новая Зеландия (RMNZ)                  | 26             |

## Сертификации
| Регион                                                                      | Сертификация | Продажи   |
| --------------------------------------------------------------------------- | ------------ | --------- |
| США (RIAA)                                                                  | Платиновый   | 1 000 000 |
| Данные о продажах + прослушиваниях приведены только на основе сертификации. |              |           |